# ゲイリー・スティーヴンス (競馬)

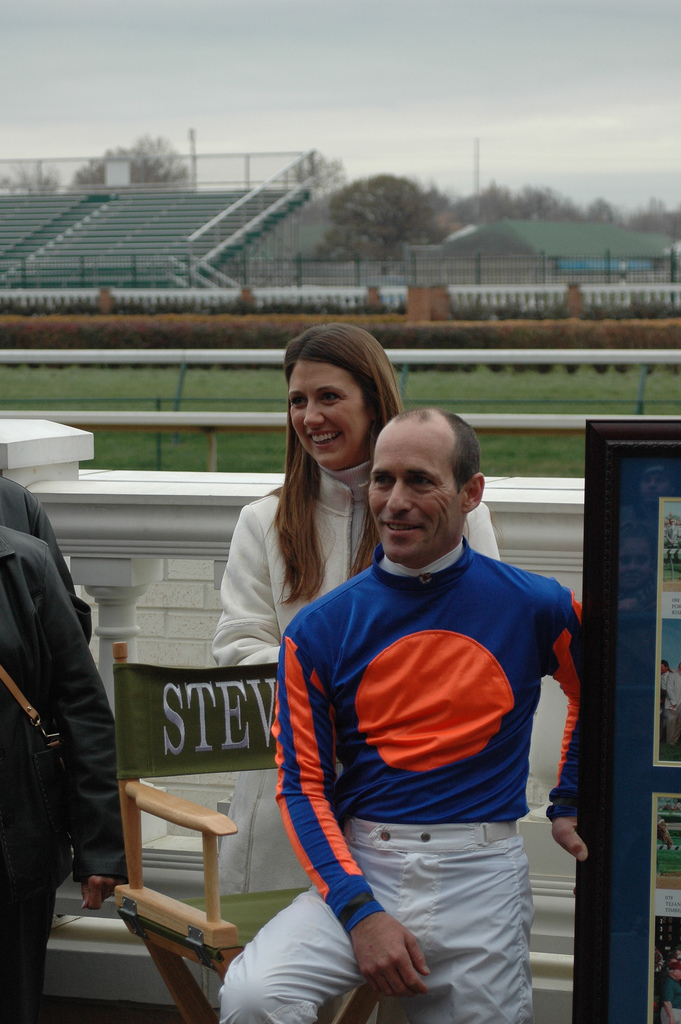
ゲイリー・スティーヴンス

ゲイリー・リン・スティーヴンス（Gary Lynn Stevens、1963年3月6日 - ）は、アメリカの競馬の元騎手。アイダホ州カルドウェル出身。

## 略歴
父は馬の調教師で兄も自身と同じ競馬騎手。アメリカを代表する騎手であった。1979年にアイダホ州・レボワパーク競馬場で騎手デビュー。1990年・1998年には全米リーディングジョッキーの座に就くなど活躍し、1997年にはアメリカ競馬殿堂（ホールオブフェイム）に選出された。1999年、イギリスのマイケル・スタウト厩舎の主戦騎手として騎乗したが、同年冬、持病となっていた右膝の関節炎が悪化したため（1度目の）現役引退。
翌2000年、アメリカ西海岸地区で現役に復帰。2003年にアメリカの雑誌「PEOPLE」誌の「世界で最も美しい50人」のうちの1人に選ばれた（この50人の中には歌手フェイス・ヒルやハリー・ベリーも含まれる）。同年、アメリカで公開された映画『シービスケット』では主役のポラード（トビー・マグワイア）のライバル‘アイスマン’ウルフを演じた。全米での映画公開後にレース中に落馬。2004年にはフランスのアンドレ・ファーブル厩舎で専属契約を結び、約半年の間ふたたびヨーロッパで騎乗した。2005年11月26日に減量苦とそれに起因する騎乗回数減少をおもな理由として（2度目の）現役引退。
2013年1月、2度目の現役復帰。同年5月のプリークネスステークスでオクスボウに騎乗し優勝。更に同年のブリーダーズカップ・クラシックでムーチョマッチョマンに騎乗して同レース初勝利を挙げた。
2018年11月、脊柱を痛めたため（3度目の）現役引退。
日本では1991年に初めて騎乗し、同年のジャパンカップをゴールデンフェザントで優勝するなど、通算26戦して3勝を挙げ、ワールドスーパージョッキーズシリーズにも参加している。また、2002年5月25日には、ベルモントパーク競馬場の重賞・ピーターパンステークス (G2) において、日本産馬でファレノプシスの半弟・サンデーブレイクで勝利している。

## 主なGIタイトル
- ケンタッキーダービー3回制覇（1988年ウイニングカラーズ、1995年サンダーガルチ、1997年シルバーチャーム）
- ブリーダーズカップ・クラシック（2013年ムーチョマッチョマン）
- プリークネスステークス3回制覇（1997年シルバーチャーム、2001年ポイントギヴン、2013年オクスボウ）
- ベルモントステークス3回制覇（1995年サンダーガルチ、1998年ヴィクトリーギャロップ、2001年ポイントギヴン）
- ケンタッキーオークス2回制覇（1986年ティファニーラス、1999年シルヴァービュレットデイ）
- アーリントンミリオン2回制覇（1990年ゴールデンフェザント、1997年マーリン）
- カナディアンインターナショナルステークス（1996年シングスピール）
- ブリーダーズカップ・ターフ（1990年インザウイングス）
- ブリーダーズカップ・ジュヴェナイル2回制覇（1993年ブロッコ、1999年アニーズ）
- ブリーダーズカップ・マイル（1996年ダホス）
- ブリーダーズカップ・ジュヴェナイルフィリーズ（1998年シルヴァービュレットデイ）
- ブリーダーズカップ・ディスタフ（1994年ワンドリーマー）
- ドバイシーマクラシック（2004年ポリッシュサマー）
- ドバイゴールデンシャヒーン2回制覇（1999年ランプアンドレイブ、2002年コーラーワン）
- ドバイデューティーフリー2回制覇（1996年キーオブラック、1998年アヌスミラビリス）
- ドバイワールドカップ（1998年シルバーチャーム）
- ナッソーステークス（1999年ザーラットドバイ）
- インターナショナルステークス〈イギリス〉（1999年ロイヤルアンセム）
- モーリス・ド・ゲスト賞（2004年ソムナス）
- ジャパンカップ（1991年ゴールデンフェザント）